# Caudina
Genre
Caudina est un genre d'holothuries de la famille des Caudinidae.

## Liste des genres
Selon World Register of Marine Species (28 janvier 2015) :
- Caudina arenata (Gould, 1841)
- Caudina arenicola (Stimpson, 1857)
- Caudina atacta Pawson & Liao, 1992
- Caudina intermedia Liao & Pawson, 1993
- Caudina similis (Augustin, 1908)
- Caudina zhejiangensis Pawson & Liao, 1992

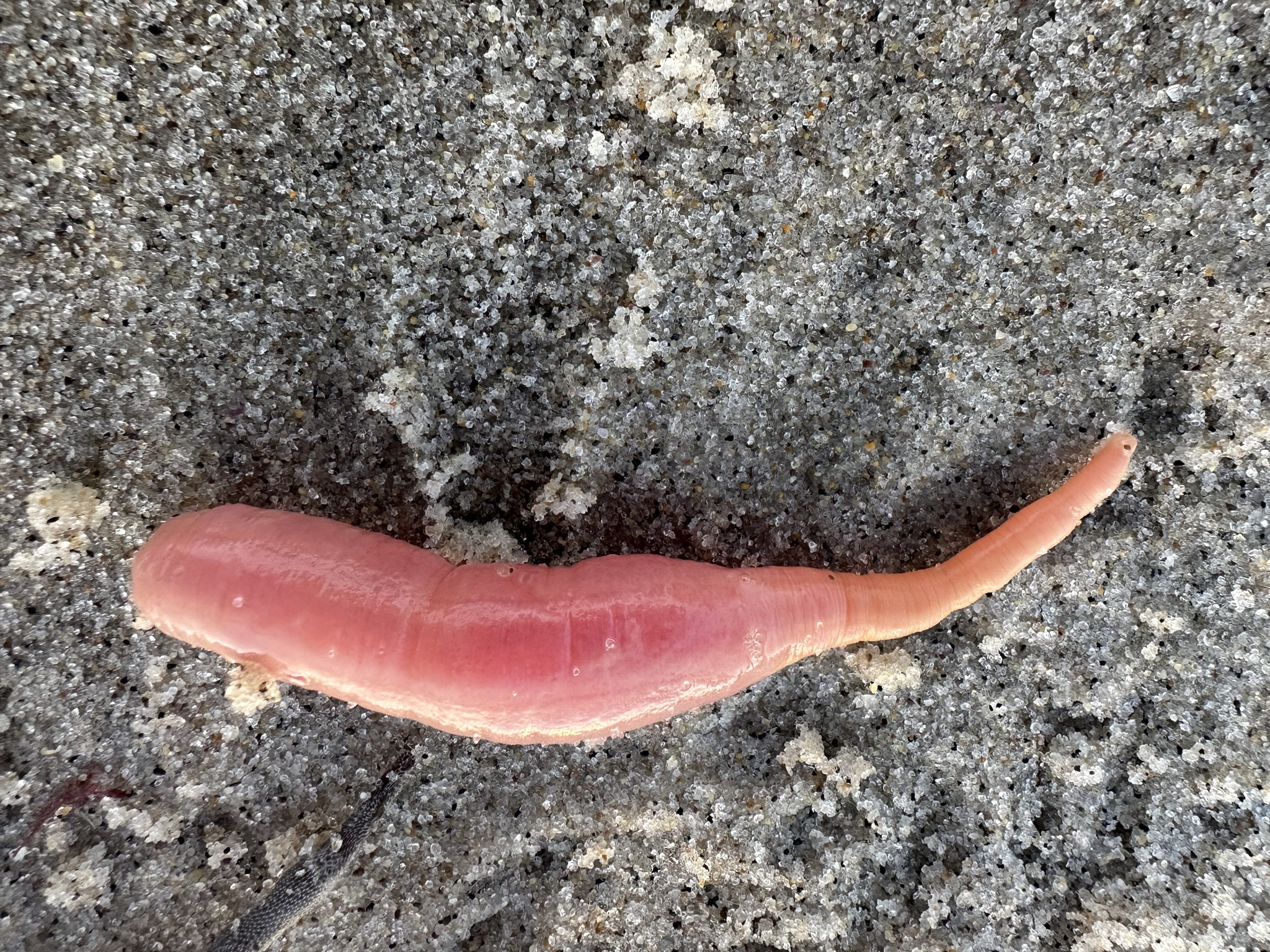
Caudina arenata
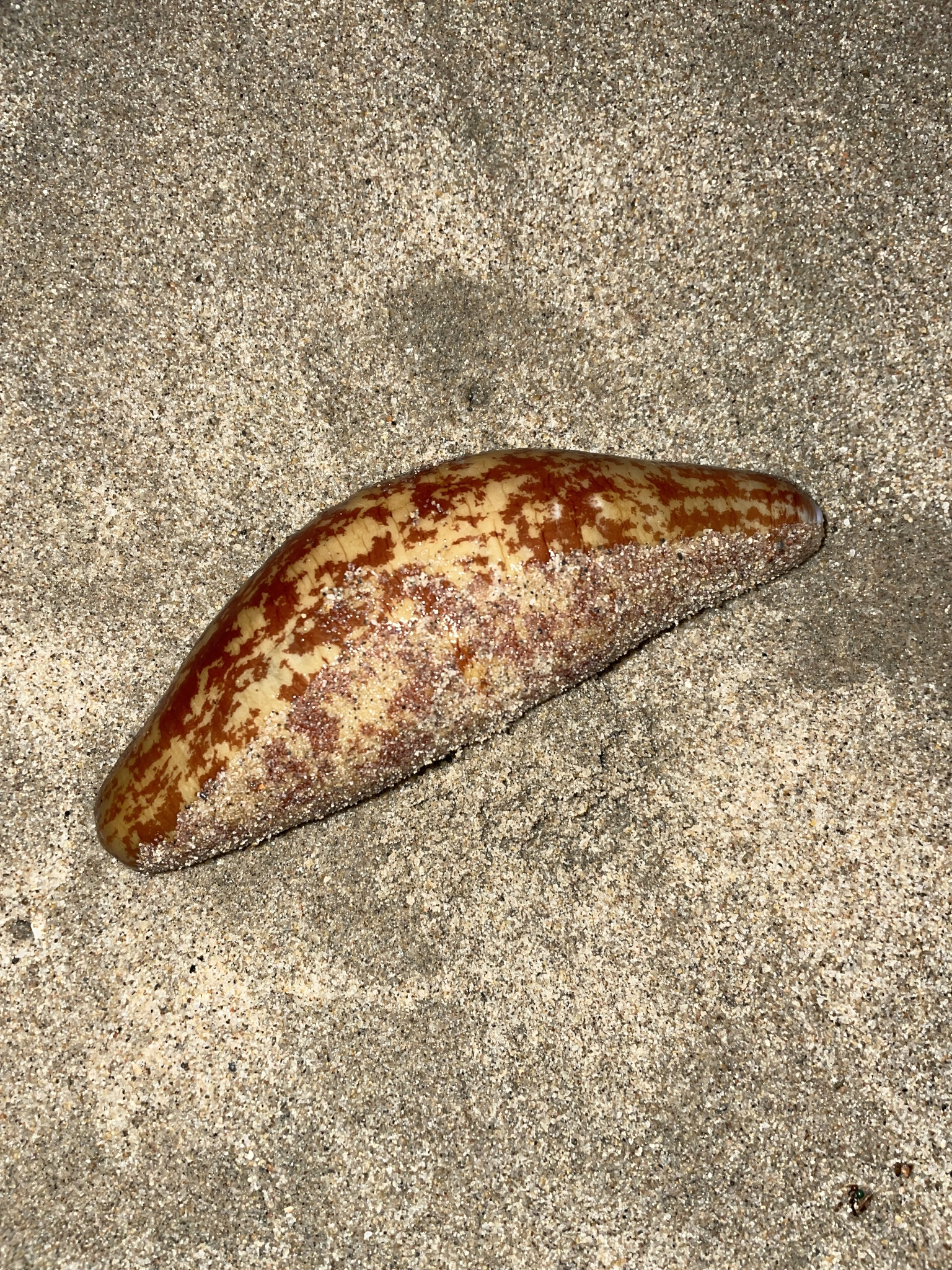
Caudina arenicola